# Гелон (село)
Гелон (узб. Gelon / Гелон) је округ у граду Шахрисабз, који се налази у селу у Кашкадарској области у Узбекистану.
Село је основано 1305. Мештани села и даље чувају своје древне обичаје и начин живота, а до средине 2018. године страни туристи нису могли да посете село због посебног граничног режима. 

## Географија
Гелон се налази на југу Узбекистана, у сливу реке Кашкадарја, на западној падини планине Памир-Алај.
Подручје се налази на граници Узбекистана и Таџикистана, 80 километара од Шахрисабза. Село је са свих страна окружено високим планинама, које на истоку достижу висину од преко 4.000 метара. То је једно од највиших планинских села у Узбекистану. Није лако стићи довде тешким, али сликовитим планинским путем са бројним серпентинама.

## Клима
Клима је континентална, сушна, понегде суптропска . 

## Популација
У селу живи 5.834 становника (2019).
Етнички састав: Таџици - 5831 особа, Узбеци - 3 особе. (Од 12. децембра 2019.).

## Интересантна чињеница
Гелон се налази на надморској висини од 2600 метара. У близини села практично нема равних и равних парцела на којима би се могли користити трактори, а мештани су приморани да саде кромпир. До 40 степени, готово ручно, најједноставнијим орањем, везаним паром волова или магараца на стрмим, планинским падинама. Воћњаци се гаје и на стрмим падинама и речним долинама.
Мештани села су посебно поносни на разгранату мрежу за наводњавање коју чине десетине километара вештачких канала изграђених на планинским падинама. Овде расте најпопуларнији планински кромпир Узбекистана. Посебно је егзотичан централни део села са старим кућама и уским улицама.
Не постоји друго место у Узбекистану где се други спрат куће користи за становање, а први за стоку. Иста архитектура се користи у планинским областима Тибета и Непала. У селу туристи могу да комуницирају и упознају се са начином живота становника, шетају 1-3 дана у живописном подручју, као иу суседним селима Кул и Сарцхасхма.

## Туризам
У близини села Гелон, на надморској висини од 4.080 метара, налази се света „Хазрети Султан планина“ где хиљаде туриста долазе да се моле. Село такође може посетити један од највеличанственијих и најиздашнијих водопада у Узбекистану, 40-метарски водопад „Сувтушар“, као и туристи могу да уживају у живописним планинским врховима и посете неколико џамија.

## Транспорт
У Гелону постоји неколико туристичких аутобуса, до 1989. године отворени су летови хеликоптерима у Гелону, таксији из Шахрисабза. Тренутно саобраћају само туристички аутобуси или стационарни таксији или слични градски таксији.

## COVID-19
До тада се пандемија осећала и у овом планинском селу, које је током сезоне посећивало много туриста и које је било смештено у неколико пансиона које овде раде. Разумљиво је да су породице које остварују приходе од туризма у тешкој ситуацији. Након најаве карантина у Узбекистану, на улазној баријери постављен је контролни пункт, који не дозвољава странцима да уђу. Тако у селу није регистрован ниједан случај заразе.

### Очекивани живот
Тренутно је село најдуговечније, са 85-90 становника, што је велики број у односу на друге људе блиске селу. Овде можете лако видети особу старију од 85 година, а она ће бити знак здравља и снаге. Планински део ради свој посао, где се људи, па и одрасли, осећају слободно, самопоуздано и добро.

## Политика
Политичка ситуација у селу је била тешка, али смрћу бившег председника Ислама Каримова, туристичке области у селу су затворене у земљи, ово подручје је чувала ЗНД, по доласку новог председника уведена су нова правила. политике, било је дозвољено гласати за челника села, учествовати у политици и бавити се политичким пословима.
Од 2021. године су почели избори за место градоначелника села, „Jабборов Сафармурод Сатторович“ је победио на главним изборима, добио је више од 80% гласова становника села.

## Образовање
У селу постоје 2 школе, дечје одељење за 1-4 разред и дечје одељење за 5-11 разред. Деца после школовања на селу морају да иду у град на високо образовање, пошто у селу нема јавних универзитета, факултета или сличних установа.

## Занимљива места
У близини села налази се планина „Хазрати Султан“, као и „Акумулација за воду Хисорак“, која је популарна међу туристима.